# Kerry Reid
Kerry Ann Reid (Mosman, 7 agosto 1947) è un'ex tennista australiana, vincitrice di una prova del Grande Slam.

## Carriera
Oltre al singolare agli Australian Open Gennaio 1977, in carriera vinse altre tre prove del Grande Slam in doppio (Australian Championships 1968 e Australian Open Dicembre 1977 e Torneo di Wimbledon 1978).

## Palmarès
- Australian Open Gennaio 1977[1]